# Methods of Silence
Methods of Silence è il secondo album in studio del gruppo musicale tedesco Camouflage, pubblicato nel 1989.

## Tracce
1. One Fine Day – 4:35
2. Love Is a Shield – 4:42
3. Anyone – 3:45
4. Your Skinhead Is the Dream – 4:56
5. On Islands – 4:48
6. Feeling Down – 4:10
7. Sooner Than We Think – 3:50
8. A Picture of Life – 3:40
9. Les Rues – 3:30
10. Rue De Moorslede (Instrumental) – 0:35